# Chuckles and Mr. Squeezy
Chuckles and Mr. Squeezy è il quinto album in studio del gruppo musicale statunitense Dredg, pubblicato il 25 aprile 2011 dalla Superball Music e dalla Century Media Records.

## Tracce
1. Another Tribe – 3:45
2. Upon Returning – 3:50
3. The Tent – 4:46
4. Somebody Is Laughing – 3:31
5. Down Without a Fight – 3:51
6. The Ornament – 4:05
7. The Thought of Losing You – 3:33
8. Kalathat – 3:22
9. Sun Goes Down – 3:47
10. Where I'll End Up – 3:55
11. Before It Began – 2:58

## Formazione
Gruppo
- Gavin Hayes – voce
- Mark Engles – chitarra
- Drew Roulette – basso
- Dino Campanella – batteria, percussioni, tastiera

Altri musicisti
- Tim Carter – chitarra, tastiera, basso e percussioni aggiuntive
- Dave Choe – percussioni aggiuntive
- Dan the Automator – arrangiamento, programmazione aggiuntiva
- James Jean – tromba (traccia 6)

Produzione
- Dan the Automator – produzione, ingegneria del suono, missaggio
- Justin Lieberman – ingegneria del suono aggiuntiva
- Emily Heikman – assistenza tecnica
- Tim Carter – assistenza tecnica
- Howie Weinberg – mastering